# Eucyclidae
De Eucyclidae zijn een familie van uitgestorven weekdieren uit de klasse van de Gastropoda (slakken).

## Geslachten
- Amberleya J. Morris & Lycett, 1851 †
- Bathybembix Crosse, 1893
- Calliomphalus Cossmann, 1888 †
- Calliotropis L. Seguenza, 1903
- Cidarina Dall, 1909
- Echinogurges Quinn, 1979
- Eucycloidea Hudleston, 1888 †
- Ginebis Is. Taki & Otuka, 1943
- Lischkeia P. Fischer, 1879
- Putzeysia Sulliotti, 1889
- Riselloidea Cossmann, 1909 †
- Spinicalliotropis Poppe, Tagaro & Dekker, 2006
- Tibatrochus Nomura, 1940
- Toroidia Hoffman & Freiwald, 2018
- Turcica H. Adams & A. Adams, 1854